# 胎児性フィブロネクチン
胎児性フィブロネクチン（たいじせいフィブロネクチン、英: Fetal fibronectin、fFN）は、胎児細胞が合成するフィブロネクチン（タンパク質）である。絨毛膜（chorion）と脱落膜（decidua）の間に存在し、胎嚢(胎児の入っている袋)を子宮内膜に接着させる「のり」の役目を果たしている。臨床医学的応用として、妊婦の早産の検査にフィブロネクチン検査が使われている。

## 用語
英語では、初期に「oncofetal fibronectin」と書かれたので、日本語で「癌胎児性フィブロネクチン」と訳され、その用語を現在も使用する医師・研究者がいる。しかし、産科で「胎児性フィブロネクチン」検査をする場合、英語ではfetal fibronectinという名称を使用し、「onco」fetal fibronectinという名称を使用していない。にもかかわらず、日本の一部の産科医師は依然として、「癌」胎児性フィブロネクチンという名称を使用している。
フィブロネクチン検査は、胎児または母体が「癌」であるかどうかを検査する意味は全くない。「癌」という言葉や文字が、妊婦に強いショックを与えかねない言葉なので、「癌」胎児性フィブロネクチンという言葉は、使用すべきではないだろう。「胎児性フィブロネクチン」を使用すべきだ。北里大学産婦人科教授・西島正博は、「胎児性フィブロネクチン」を使用している。

## 発見
箱守仙一郎（はこもり せんいちろう、米国科学アカデミー会員、1929年 - ）は、1956年に東北大学医学部で博士号を取得後、米国・ハーバード大学医学部にポスドク留学した。1971年から、米国・ワシントン州・シアトルを拠点に、ワシントン大学病理生物学・微生物学専攻・教授とフレッド・ハッチンソンがん研究センター・部長を兼ね、日系一世アメリカ人としてがん細胞の糖質生化学を研究してきた。
1973年、箱守は、細胞のがん化に伴い細部表面から消失する糖タンパク質を発見し「ガラクトプロテインa（galactoprotein a）」と命名した。後に、これがフィブロネクチンと改名される。つまり、箱守はフィブロネクチンの発見者である。
フィブロネクチンは、培養細胞表面にあり生体内では組織に沈着する細胞性フィブロネクチンと肝臓で合成され血液中に存在する血漿フィブロネクチンに2大別されていた。
1976年、細胞性フィブロネクチンや血漿フィブロネクチンと少し異なるフィブロネクチンが羊水中に見つかり、羊水フィブロネクチン(amniotic fluid fibronectin)と命名された。後に胎児性フィブロネクチンと呼ばれるフィブロネクチンである。
羊水フィブロネクチンが血漿フィブロネクチンと異なる点は、糖鎖が多いことだ。糖鎖含量は、血漿フィブロネクチンが5.8%のところ、羊水フィブロネクチンは9.5～9.6％もあった。
1985年、松浦秀光（Matsuura Hidemitsu）と箱守は、がん組織や胎児からの胎児性フィブロネクチンに反応し、細胞性フィブロネクチンや血漿フィブロネクチンに反応しないモノクローナル抗体・FDC-6を作成した。
1989年、松浦、Greene、箱守は、FDC-6のエピトープが、C末端のヘパリン結合部位とフィブリン結合部位の間のフィブロネクチンIII型ドメインの１つであるIIICSに存在することを突き止めた。構造は、Val-Thr-His-Pro-Gly-TyrのThr（トレオニン）にα-N-アセチルガラクトサミンが結合した構造だと同定した。このエピトープは、胎児性フィブロネクチンに特異的に存在し、細胞性フィブロネクチンや血漿フィブロネクチンには存在しなかった。このことで、胎児性フィブロネクチンを特異的に検出できる手段を得たことになる。松浦らは、この抗体の特許を取得した。
松浦と箱守は、胎児性フィブロネクチンを検出することで、がんの迅速で正確な生化学的診断ができることを期待した。しかし、それは、うまくいかなかった。ところが、思わぬ方向で画期的な検査に役立ったのである。

## 早産の危険性の検査
1991年、米国・マウントサイナイ医科大学のチャールズ・ロックウッド（Charles J. Lockwood）らは、膣分泌液中の胎児性フィブロネクチンを測定することで、それまで曖昧だったヒト妊婦の早産の危険性を的確に検査する方法の開発に成功したのである。
フィブロネクチン検査は、米国では広く普及し、現在、早産の最も重要な検査法である。フィブロネクチン検査でネガティブなら、出産兆候のある妊婦でも、その99％は一週間以内には出産しない。
フィブロネクチン検査は、現在、日本の病院でも早産検査に使用されている。2007年、日本医科大学の竹下俊行教授が、日本産科婦人科学会雑誌に次のように書いているように、2007年の時点で、検査「キットが市販」され、「健康保険も適用」されている。

## フィブロネクチン検査
ヒトでは、妊娠していない女性の膣分泌液中に胎児性フィブロネクチンは検出されないが、受精後20日目ごろから絨毛膜トロホブラスト細胞が胎児性フィブロネクチンを産生し、羊水中や母体血清中に高濃度で存在する。妊娠20週以前は高い値を示すが、しかし、妊娠22週以上で卵膜に障害のない妊婦の場合、頚管粘液中や膣分泌物中にはほとんど検出されない。従って、検査は24週以降に用いられる。
細菌感染や物理的な事由で、卵膜が損傷したり脆弱になると、膣分泌液中に胎児フィブロネクチンがもれてくる。このことを利用し、膣分泌液中に胎児フィブロネクチンがあるかどうかを検査することで、卵膜が損傷したり脆弱になったことを検知できる。卵膜の異常を検知することで早産の危険性が把握できるのである。
早産は妊娠37週以前の分娩で、その数は全出産の約10％にあたる。膣分泌液中の胎児フィブロネクチンは、早産発生の1-2週間前から高い値を示す。切迫早産等、破水が生じた場合は、膣内に胎児性フィブロネクチンが検出される。逆に言うと、膣分泌液中に胎児性フィブロネクチンが検出されなければ、2週間以内の出産の可能性はほとんどない 。
出産の直前に羊膜が破れ、羊水が体外に出る。これを破水（はすい）というが、羊水が漏れているかどうかを胎児性フィブロネクチンを検査することで確実（98.2％）に検知できる。
子宮頸管の拡張前の自動的早産の良い指標である。

## 検査の実際
胎児性フィブロネクチンの検出法の原理は、モノクローナル抗体を使ったサンドイッチ酵素免疫測定法である。
特徴は、高い感度および特異性で、操作は簡単で痛みはない。結果は早くわかる。
検査は22週齢から34週齢で行なう。膣内に出血がないこと、また、24時間以内に性行為をしていないことが必要である。
膣分泌物の専用綿棒（滅菌処理済）を後膣円蓋に挿入し、約10秒間静置または静かに回して分泌物を吸収させる。 なお、検体の採取は膣洗浄前に行う。
膣から採取した試料を、抗・ヒト・胎児性フィブロネクチン・マウス・モノクローナル抗体を結合させたマイクロプレートの穴（ウェル）に滴下し、反応させる。試料中にヒト・胎児性フィブロネクチンがあれば、穴（ウェル）の抗体に結合する。
非特異的物質を洗浄除去し、アルカリホスファターゼ標識抗ヒト・フィブロネクチン・ヤギ・ポリクローナル抗体をマイクロプレートの穴（ウェル）に滴下し、反応させる。つまり、ヤギ抗体－抗原－マウス抗体のサンドイッチにする。
洗浄後、基質を滴下し、酵素反応をさせ発色量をマイクロプレートリーダーで分光学的に測定する。同様の操作を陰性および陽性コントロールを用いて行い、これらの吸光度を比較して結果を判定する。

### 動画
- Fetal Fibronectin - YouTube（英語） 2014年3月14日閲覧
- Learn About Fetal Fibronectin Test.flv（英語） 2014年3月14日閲覧
- The Movie: Fetal Fibronectin（英語） 2014年3月14日閲覧